# Alfred Felber
Alfred Felber, švicarski veslač, * 19. september 1886, † 10. april 1967, Ženeva, Švica.
Felber  je za Švico nastopil na Poletnih olimpijskih igrah 1920 in 1924.
Leta 1920 je v dvojcu s krmarjem osvojil bron, leta 1924 pa v isti disciplini še zlato.